# Armand Charles de La Porte de La Meilleraye

Stemma di Charles de La Porte

Armand Charles de La Porte de La Meilleraye, duca di La Meilleraye (1632 – Meilleray, 9 novembre 1713), è stato un generale francese.

## Biografia
Figlio di Charles de La Porte e nipote di Richelieu, Armand Charles fu marchese de La Porte. In seguito diventò marchese de La Meilleraye e poi duca di Mayenne. Dopo il suo matrimonio, divento il duca Mazarino. In aggiunta, fu creato pari di Francia, duca de La Meilleraye, principe di Château-Porcien, marchese di Montcornet, così come pure conte di Marle e de La Fère. Prestò servizio come Gran Maestro dell'Artiglieria francese nel 1646 o 1648.
Morì a Meilleray nel 1713.

## Famiglia e figli
Il 1º marzo 1661, sposò Ortensia Mancini, la nipote preferita e l'erede dell'immensa ricchezza del Cardinale Mazzarino. Il matrimonio si dimostrò piuttosto infelice a causa di maltrattamenti del duca verso sua moglie e Ortensia fuggì dalla Francia nel 1668 in modo da scappare da suo marito. Infine si trasferì in Inghilterra, dove diventò l'amante di Re Carlo II.
Il duca e sua moglie ebbero quattro figli:
1. Marie Charlotte de La Porte (28 marzo 1662 - 13 maggio 1729), sposò Louis Armand de Vignerot du Plessis, conte d'Agénias, Duca di Aiguillon.
2. Marie Anne de La Porte (1663 - ottobre 1720), diventò badessa,
3. Marie Olympe de La Porte (1665 - 24 gennaio 1754), sposò Louis Christophe Giqault, marchese di Bellefonds e di Boullaye.
4. Paul Jules de La Porte, Duca di La Meilleraye (25 gennaio 1666 - 7 settembre 1731), sposò Félice Armande Charlotte de Durfort.